# Grundgesetz Dänemarks

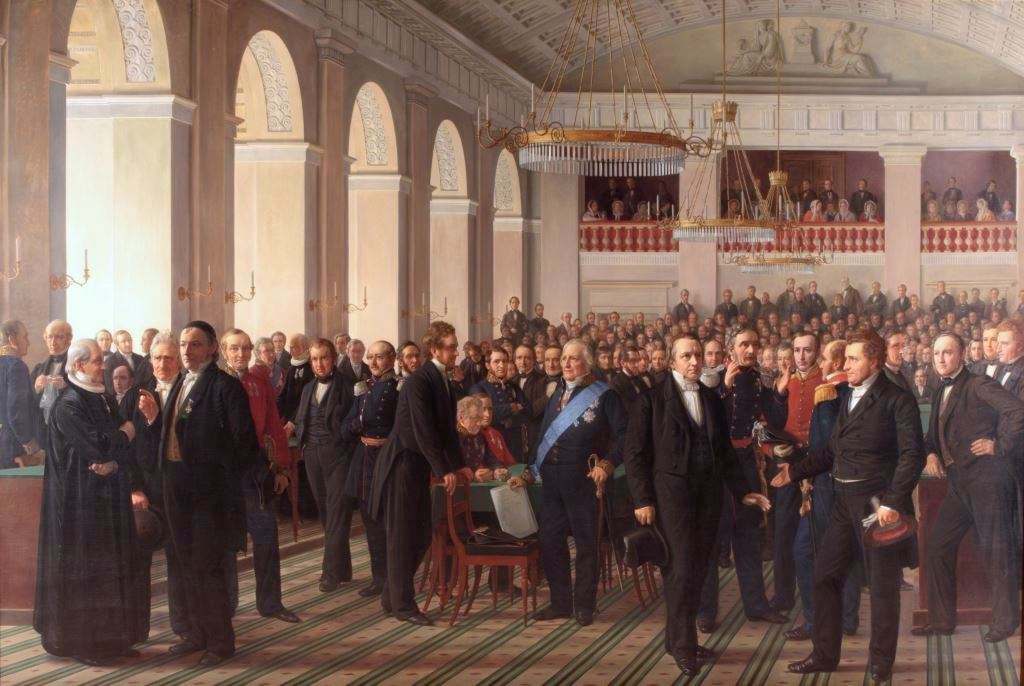
Die verfassungsgebende Reichsversammlung trat erstmals am 23. Oktober 1848 zusammen. Gemälde von Constantin Hansen, Schloss Frederiksborg, Hillerød

Das Grundgesetz Dänemarks (offiziell Danmarks Riges Grundlov – „Grundgesetz des (König-)Reichs Dänemark“) ist die dänische Verfassung und wurde am 5. Juni 1849 von König Frederik VII. unterschrieben. Dieses Datum ist seitdem Nationalfeiertag in Dänemark (neben dem Geburtstag des Königs) und markiert die Einführung der konstitutionellen Monarchie und die Abschaffung des Absolutismus, der seit seiner Einführung durch Friedrich III. 1661 bestand. Es ist die Geburtsstunde des demokratischen Dänemarks mit seiner inzwischen über 150-jährigen Geschichte.
Die Verfassung von 1849 wird speziell Junigrundloven genannt – „das Junigrundgesetz“. Im dänischen Sprachgebrauch spricht man allgemein vom Grundloven („das Grundgesetz“), wenn die heutige Verfassung gemeint ist, die nur unwesentlich verändert wurde. Es hatte ursprünglich 100 Paragraphen, heute sind es 89. Von diesen sind etwa 60 mit dem Junigrundgesetz von 1849 identisch. Sieben weitere Paragraphen sind seit der Änderung 1866 unverändert.
Die Verfassung von 1849 führte ein Zweikammerparlament ein, den Rigsdag (Reichstag), der aus dem Landsting als Oberhaus und dem Folketing als Unterhaus bestand.
Die Verfassung schränkte die Macht des Königs nachhaltig ein und sicherte die grundlegenden Menschenrechte. Mit der letzten Änderung von 1953 wurde das Landsting abgeschafft und die weibliche Thronfolge erlaubt. Verfassungsänderungen sind in Dänemark grundsätzlich Gegenstand einer Volksabstimmung. Das dänische Grundgesetz gilt auch in Grönland und auf den Färöern, die zusätzlich über Autonomiestatute verfügen.

## Verfassungsgeschichte

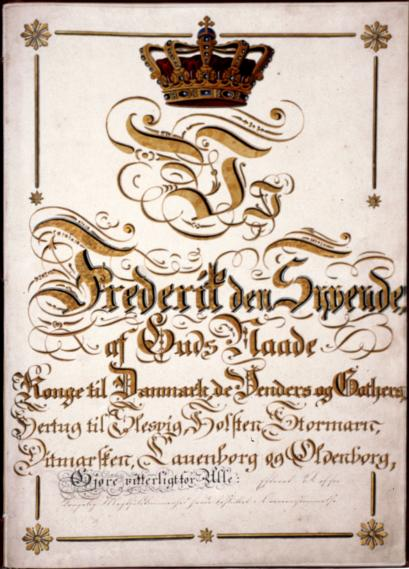
Die Verfassung von 1849

Die erste dänische Verfassung war das „Königsgesetz“ (dänisch Kongelov, die lex regia) von 1665 und markierte die endgültige Einführung des Absolutismus in Dänemark durch Frederik III., indem das alte Feudalsystem und Reichsrat und Reichstag abgeschafft wurden. Dänemark war das einzige Land in Europa, das überhaupt eine geschriebene Verfassung im Absolutismus hatte.
Nachdem die Französische Revolution 1793–94 in einem Blutbad geendet hatte, erlitt der Liberalismus eine Niederlage. Die Ideen von der Gewaltenteilung und einem Gesellschaftsvertrag wurden revidiert und nach 1814 in moderaterer Form neu aufgegriffen – ab 1830 auch in Dänemark.
Die Hoffnungen ruhten insbesondere auf König Christian VIII., der bereits als kurzzeitiger König in Norwegen 1814 dem Land eine freie Verfassung gegeben hatte. Tatsächlich gab es Ende 1847 Pläne, eine verfassungsgebende Versammlung für das Königreich und die Herzogtümer zu schaffen. Christian VIII. beauftragte im Dezember 1847 den königlichen Kommissarius Peter Georg Bang mit dem Entwurf einer neuen Verfassung für den Gesamtstaat, in der auch die absolute Monarchie abgeschafft werden sollte. Einen ersten Verfassungsentwurf gab es bereits Anfang 1848. Doch noch vor der konkreten Umsetzung starb Christian VIII. im Januar 1848. Seine Politik wurde nun durch seinen Sohn und Nachfolger Friedrich VII. fortgesetzt, der am 28. Januar ein Forfatningsreskript („Verfassungserlass“) erließ, mit dem 52 Repräsentanten („erfahrene Männer“) aus Dänemark und den Herzogtümern zu gleichen Teilen in eine entsprechende verfassungsgebende Versammlung gewählt werden sollten. Die Vorarbeiten für eine Verfassung wurden jedoch durch die weiteren Ereignisse im März 1848 unterbrochen.
Die Märzrevolution 1848 in Paris und Berlin führte dazu, dass die Nationalstaats-Idee auch in Dänemark eine neue Begeisterung erfuhr. Mit der Märzrevolution und der Bildung einer konservativ-nationalliberal geprägten Regierung, dem sogenannten Märzministerium, am 22. März 1848 wurde die bisherige aufgeklärt-absolutistische Monarchie in eine konstitutionelle umgewandelt. Mit der neuen Regierungsform lösten nun Fachminister das bisherige Kollegialsystem ab. An ihrer Spitze stand ein verantwortlicher Minister, in diesem Fall Adam Wilhelm Moltke. Die Ereignisse beförderten jedoch auch die zunehmenden Polarisierung zwischen deutschen und dänischen Nationalliberalen hinsichtlich der Frage nach der nationalen Bindung des gemischtsprachigen Herzogtums Schleswig. So entstand kurze Zeit nach der Bildung des Märzministeriums in Kopenhagen eine deutsch-orientierte Provisorische Regierung in Kiel.

### Der Verfassungsentwurf
Der bisherige Verfassungsentwurf von Anfang 1848 wurde angesichts der Märzereignisse nicht weiterverfolgt. Stattdessen verfasste der nationalliberal geprägte, junge Pfarrer und Kultusminister Ditlev Gothard Monrad (1811–1887) in einem dreiköpfigen Ausschuss ab Juni 1848 den ersten Verfassungsentwurf. Er nahm sich dabei eine Sammlung zeitgenössischer Verfassungen als Vorbild und skizzierte 80 Paragraphen, die in Aufbau und Grundidee dem heutigen dänischen Grundgesetz ähneln. Der Regierungsentwurf wurde später von Orla Lehmann sprachlich und juristisch überarbeitet.
Das Hauptprinzip „Die Regierungsform ist eingeschränkt monarchisch“ (§ 2) übernahm Monrad aus dem Grundgesetz Norwegens von 1814. Aber er fand auch sehr viel Inspiration in der Verfassung Belgiens von 1830, und für den Abschnitt über die Freiheitsrechte schaute er in die Verfassung der Vereinigten Staaten von 1787 mit deren Anhang über die Menschenrechte Bill of Rights.
Im Entwurf wurden die Rechte des konstitutionellen Königs festgelegt. Er sollte reellen Einfluss haben. Kein Gesetz sollte gültig sein, das er nicht unterschrieben hatte. Außerdem sollten die Minister vom König gewählt werden und nicht vom Parlament gestürzt werden können.
Es sollte ein Zweikammerparlament, den Reichstag geben, bestehend aus dem Landsting und Folketing. Für beides sollte es ein recht breites Wahlrecht geben. Allerdings sollte für das Landsting eine höhere Altersgrenze im aktiven Wahlrecht gelten. Die Abgeordneten des Landsting sollten keine Diäten kassieren, sondern ihre Kosten als Parlamentarier selber tragen.
Im Gegensatz zu den beratenden Ständen sollte der Reichstag gesetzgebende Macht haben und das Recht, Steuern zu bewilligen. Damit sollte das Parlament ein wirkungsvolles Machtinstrument gegenüber dem König und seiner Regierung werden.
Die Freiheitsrechte sollten sein: Religionsfreiheit, Meinungsfreiheit und Vereinigungsfreiheit, freilich unter dem Vorbehalt der öffentlichen Ordnung. Eine Reihe von Ständeprivilegien und - pflichten wurde aufgehoben. Gleichzeitig wurde die allgemeine Wehrpflicht eingeführt. Die privaten Gerichtsbezirke wurden abgeschafft.
In anderen Paragraphen wurden Gesetze versprochen, die beispielsweise eine Justizreform, die Organisation der dänischen Volkskirche und die Liberalisierung der Wirtschaft durch Gewerbefreiheit regeln sollten.
Der Entwurf wurde im Juli 1848 vom Staatsrat behandelt und angenommen.

### Die Reichsversammlung
Am 5. Oktober 1848 gab es allgemeine Wahlen zur verfassungsgebenden Reichsversammlung (Den grundlovgivende Rigsforsamling). Wahlrecht hatten alle „unbescholtenen Männer über 30 Jahre“. Damit waren alle Männer mit eigenem Haushalt und ohne Schulden beim Staat gemeint.
Die gewählten Mitglieder wurden durch 38 vom König ernannte Mitglieder ergänzt. Das entsprach einem Viertel der Versammlung, die aus 152 Männern bestand. Die Reichsversammlung trat am 23. Oktober 1848 zusammen. Ihre wichtigste Aufgabe war es, den Regierungsentwurf zum Grundgesetz zu behandeln.
Erst im Februar 1849 beschäftigte sich die Reichsversammlung tatsächlich mit dem Grundgesetzentwurf. Die Versammlung war im Zweifel darüber, ob es richtig sei, eine Verfassung nur für das Königreich Dänemark (und nicht das Herzogtum Schleswig) anzunehmen. Auch gab es Bedenken seitens der wohlhabenden Repräsentanten, wohin ein allgemeines Wahlrecht führen könnte. Monrad, der seit November 1848 nicht mehr Minister war, verteidigte das Wahlrecht in mehreren Zeitungsartikeln.
Es standen sich zwei Lager gegenüber: Die „Bauernfreunde“ (Bondevennerne) und die Konservativen. Die Bauernfreunde forderten gar ein Einkammerparlament mit allgemeinem Wahlrecht, während die Konservativen eine stärkere Begrenzung des Wahlrechts zum Landsting verlangten.
Im April legten die nationalliberalen Juristen P.D. Bruun und C.M. Jespersen einen Kompromissvorschlag vor, demzufolge der Reichstag wie geplant ein Zweikammerparlament sein soll, aber mit indirekter Wahl zum Landsting und einer niedrigeren Einkommensgrenze, um dort hinein gewählt werden zu können.
Balthazar Christensen, einer der Führer der Bauernfreunde bestand am 7. Mai nachdrücklich auf der Zustimmung zum Kompromissvorschlag, um das Grundgesetz am Ende nicht scheitern zu lassen. Die Reichsversammlung nahm das Grundgesetz am 25. Mai 1849 an. Eine der wenigen Gegenstimmen kam von N. F. S. Grundtvig, der sich strikt gegen die Idee des Landstings wendete, das er als reine „Geldkammer, Steuerkammer und Rentenkammer“ betrachtete.
Die breite Zustimmung ging auf den „Geist von 1848“ (ånden fra 48) im Dreijahreskrieg (1848–1851) zwischen dem Deutschen Bund und Dänemark zurück, der den nationalen Zusammenhalt stärkte.

### Übergang zur Demokratie
Frederik VII. war nicht besonders für den ausgehandelten Kompromiss. Er fürchtete unter anderem die Konsequenzen aus der exklusiven Gültigkeit nur für das Königreich Dänemark. Dennoch unterschrieb er am 5. Juni 1849 das Grundgesetz. Das Grundgesetz galt im Königreich, eine spätere Ausweitung auf das Herzogtum Schleswig für die Zeit nach dem 1. Schleswigschen Krieg wurde jedoch im Vorwort ausdrücklich offen gehalten.
Der Übergang zur Demokratie geschah fast unmerklich. Der König wählte weiterhin seine Minister, und ihm war formell sowohl die ausübende (exekutive) als auch die gesetzgebende (legislative) Macht übertragen. Seine Stellung litt nicht unter dieser kleinen, aber entscheidenden Bestimmung in § 18 (heute § 13), dass seine Minister die volle Verantwortung tragen:
§ 18. Der König ist nicht verantwortlich; seine Person ist heilig und unverletzlich. Die Minister sind verantwortlich für die Regierungsgeschäfte.
Auch musste laut § 19 (heute § 14) immer ein Minister einen Beschluss des Königs gegenzeichnen:
§ 19. Der König ernennt und entlässt seine Minister. Die Unterschrift des Königs unter Beschlüsse bezüglich der Gesetzgebung und Regierung gibt diesen Gültigkeit, wenn sie von der Unterschrift eines Ministers begleitet werden. Derjenige Minister, der unterschrieben hat, ist verantwortlich für den Beschluss.
Die Vorstellung, dass Minister weiterhin königliche Diener sind, wurde sichtbar aufrechterhalten: Bis 1913 trugen die Minister edle Uniformen und Degen wie die anderen königlichen Beamten.

### Erste Reichstagswahlen
Das aktive Wahlrechtsalter für Folketing und Landsting blieb bei 30 Jahren, während das passive Wahlrechtsalter für das Folketing 25 Jahre war, und für das Landsting 40. Um ins Landsting gewählt werden zu können, musste man 200 Rigsbankdaler an Steuern gezahlt haben, oder aber ein Jahreseinkommen von 1.200 Rigsbankdaler haben. Sowohl aktives als auch passives Wahlrecht blieben den Männern vorbehalten.
Im Dezember 1849 gab es die ersten Wahlen zum Folketing und Landsting. Die Folketingsmitglieder wurden für drei Jahre gewählt, und die Landstingsmitglieder für acht Jahre. Die direkte Folketingswahl passierte durch Mehrheitswahlrecht in 100 Wahlkreisen. Dazu kam ein Mitglied von den Färöern. In jedem Kreis gab es nur ein Wahllokal, wo sich die Wähler am Wahltag versammelten. Erst gab es eine Diskussionsveranstaltung unter den Kandidaten, und dann wurde per Handzeichen abgestimmt. Im Zweifel gab es eine offene schriftliche Wahl. Das geheime Wahlrecht wurde erst 1901 eingeführt. In den Fällen, wo es nur einen Kandidaten gab, wurde ganz auf die Abstimmung verzichtet und der Kandidat per Akklamation gewählt.
Unter diesen Umständen konnten längst nicht alle Bürger an der Wahl teilnehmen. Bei der ersten Wahl nach dem Junigrundgesetz gab es eine Wahlbeteiligung von 32,5 % in den Wahlkreisen, wo schriftlich gewählt wurde. Die Gegner des allgemeinen Wahlrechts fühlten sich bestätigt.

### Situation in den Herzogtümern
Nachdem der 1. Schleswigsche Krieg mit einem status quo 1852 beendet wurde, stellte sich die Frage nach der verfassungsrechtlichen Einbindung Schleswigs (als Lehen Dänemarks) sowie Holsteins und Lauenburgs (als Mitgliedsstaaten des Dt. Bundes) innerhalb des nun wiederhergestellten Dänischen Gesamtstaates. Das Londoner Protokoll von 1852 hielt am Gesamtstaat fest, bestimmte jedoch auch, dass Schleswig verfassungsrechtlich nicht enger an Dänemark zu binden sei als Holstein. Mit der zweisprachigen Gesamtstaatsverfassung (Helstatsforfatning) aus dem Jahr 1855 wurde schließlich eine verfassungsrechtliche Klammer für Dänemark und die drei Herzogtümer geschaffen, nach der übergeordnete Politikbereiche wie die Außen- und Finanzpolitik von einem gemeinsamen Reichsrat behandelt werden sollten. Das Grundgesetz von 1849 behielt somit seine Gültigkeit in Dänemark, wurde jedoch auf Ebene des Gesamtstaates um die Gesamtstaatsverfassung ergänzt. Das verfassungsrechtliche Konstrukt der Gesamtstaatsverfassung führte dazu, dass Dänemark mit dem 1849 eingeführten Grundgesetz bereits als konstitutionelle Monarchie geführt wurde, während die Herzogtümer noch absolutistisch mit ratgebenden Ständeversammlungen regiert wurden.
Nachdem jedoch der Bundestag im Februar 1858 die Aufhebung der Gesamtstaatsverfassung für die Bundesstaaten Holstein und Lauenburg gefordert hatte, galt die Verfassung ab November 1858 nur noch in Dänemark und Schleswig, was auf Dauer nicht haltbar war. Unter Einfluss der dänischen Nationalliberalen wurde die Gesamtstaatsverfassung im November 1863 schließlich von der Novemberverfassung abgelöst, die einen aus zwei Kammern bestehenden Reichsrat allein für Dänemark und Schleswig vorsah. Die Novemberverfassung schien das verfassungsrechtliche Dilemma nach dem Ausscheiden Holsteins und Lauenburgs aus dem bisherigen Reichsrat zu lösen, verletzte jedoch auch die Bestimmungen des Londoner Protokolls von 1852 und war Anlass für die Bundesexekution in Holstein und Lauenburg ab Dezember 1863 und den darauffolgenden Deutsch-Dänischen Krieg ab Februar 1864.

### Verfassungsänderungen
Das Grundgesetz Dänemarks wurde 1866, 1915, 1920 und 1953 geändert:
- 1866 trug die Niederlage im Deutsch-Dänischen Krieg von 1864 dazu bei, dass die Wahlregeln für das Landsting verschärft wurden, was zu einer Lähmung der Gesetzgebungsarbeit und damit zu vielen provisorischen Gesetzen führte.
- 1915 wurden die Verschärfungen von 1866 wieder gelockert, und das Frauenwahlrecht wurde eingeführt. Gleichzeitig wurde eine Regelung eingeführt, nach der nicht nur eine einfache Mehrheit bei Volksabstimmungen für eine Grundgesetzänderung ausreicht, sondern 45 % sämtlicher Stimmberechtigten dafür gestimmt haben müssen, damit sie wirksam wird. Das führte dazu, dass Thorvald Stauning 1939 keine Grundgesetzänderung durchbringen konnte, obwohl 91,9 % dafür und 8,1 % dagegen stimmten. In absoluten Zahlen waren es 966.277 zu 19.581, und erstere machten nur 44,5 % der stimmberechtigten Bürger aus. Es fehlten nur 11.762 Ja-Stimmen.
- 1920 wurde das Grundgesetz nach der Angliederung Nordschleswigs geändert. 96,9 % stimmten dafür, 3,1 % dagegen. Damals gab es Ja-Stimmen von 47,6 % der stimmberechtigten Bevölkerung, was für eine Annahme der Änderung reichte.
- Auch die letzte Änderung von 1953 erzielte mit 45,8 % der stimmberechtigten Wähler das nötige Quorum. Eine weibliche Thronfolge wurde eingeführt (§ 2 der Verfassung) und das Landsting abgeschafft (ergibt sich aus § 28). Die bereits beschriebene 45-Prozent-Regel wurde auf 40 % gelockert (§ 88 der Verfassung).[6]

Angesichts des langen Zeitraums sind dies relativ wenige Grundgesetzänderungen, was daran liegt, dass die dänische Verfassung keine besonders detaillierten Regelungen umfasst, sondern alles durch weitere Gesetze regeln lässt, die natürlich immer wieder geändert werden und teilweise auch Gegenstand von Volksabstimmungen sind. Eine hohe Hürde für Verfassungsänderungen haben die Väter des Grundgesetzes mit dem § 88 geschaffen, in dem es heißt:
§ 88. Beschließt das Folketing einen Vorschlag für eine neue Grundgesetzbestimmung, und schließt sich die Regierung dieser Sache an, werden Neuwahlen zum Folketing ausgeschrieben. Wird der Vorschlag in ungeänderter Form vom neugewählten Folketing angenommen, wird er innerhalb eines halben Jahres den Folketingswählern zur Zustimmung oder Ablehnung vorgelegt. Die näheren Regeln für diese Abstimmung werden in einem Gesetz bestimmt. Hat eine Mehrheit der Abstimmenden und mindestens 40 Prozent sämtlicher Stimmberechtigter ihre Stimme für den Beschluss des Folketings abgegeben, und wird es vom König bestätigt, dann ist es Grundgesetz.
In der Juniverfassung von 1849 war die Hürde noch etwas anders:
§ 100. Vorschläge zur Veränderung im, oder Zusätzen zu dem vorliegenden Grundgesetz werden von einem ordentlichen Reichstag vorgelegt. Wird der diesbezügliche Beschluss vom nächsten ordentlichen Reichstag in unveränderter Form angenommen, und wird dies vom König begrüßt, so werden beide Häuser aufgelöst und sowohl das Folketing als auch das Landsting werden in allgemeinen Wahlen neu gewählt. Wird der Beschluss zum dritten Male vom neuen Reichstag auf einer ordentlichen oder außerordentlichen Versammlung angenommen, und wird dies vom König festgestellt, dann ist es Grundgesetz.

## Grundgesetz als Staatssymbol

Das Grundgesetz ist ein nationales Symbol wie das Staatswappen, die Flagge oder das Königshaus

Das Grundgesetz Dänemarks ist neben einer Gesetzessammlung auch ein nationales Symbol auf etwa der gleichen Ebene wie die Nationalflagge Dannebrog, das Staatswappen und das Königshaus, die allesamt den nationalen Zusammenhalt und Stabilität sichern sollen. Jedes Jahr am 5. Juni wird dem Grundgesetz mit lyrischen Reden und Gesängen gehuldigt.
Der Kronprinz (mit 18 Jahren), die höchsten Beamten und die Folketingsmitglieder leisten einen Eid auf das Grundgesetz, bevor sie ihr Amt antreten.

## Aufbau des Grundgesetzes
Das Grundgesetz Dänemarks ist systematisch in eine Reihe Abschnitte gegliedert. In den ersten werden die Hauptprinzipien der Staatsform ausführlich festgelegt, in den letzten werden die Rechte und Freiheiten der Bürger behandelt:
- Regierungsform (§§ 1–11)
- König und Minister (§§ 12–27)
- Folketing und Gesetzgebung (§§ 28–58)
- Gerichtsbarkeit (§§ 59–65)
- Volkskirche und Religionsfreiheit (§§ 66–70)
- Bürgerrechte und Freiheiten (§§ 71–84)
- Inkrafttreten und Änderungsvorschriften (§§ 85–89)

Damit umfasst die Verfassung die gesamte Gesellschaft. Auch wenn es zunächst so aussieht, als solle hier die Macht von oben nach unten delegiert werden (vom König über die Minister zum Folketing und den Bürgern), so ist die Volkssouveränität eines der wichtigsten Grundprinzipien. Der Aufbau muss also vor dem Hintergrund seiner Entstehungszeit Mitte des 19. Jahrhunderts verstanden werden.

## Menschenrechte
Die Menschenrechte im Grundgesetz Dänemarks gehen zurück auf die Verfassung der Vereinigten Staaten von 1776 und die französische Erklärung der Menschen- und Bürgerrechte von 1789.
Mit Gesetz vom 29. April 1992 trat die Europäische Menschenrechtskonvention in Dänemark in Kraft. Demnach ergänzt die Konvention die Menschenrechtsparagraphen des Grundgesetzes (§§ 71–84), ersetzt sie aber nicht.

## Politische Parteien
Das dänische Grundgesetz erwähnt keine politischen Parteien. Als die Verfassung geschrieben wurde, stellte man sich die Reichstagsabgeordneten als unabhängige Personen vor.
In der Praxis zeigte sich jedoch schnell, dass gemeinsame Interessen zu einer immer formaleren Zusammenarbeit führten und damit zur Parteibildung. Deshalb wurde allmählich eine lange Reihe von ungeschriebenen Gesetzen über die Rolle der Parteien im politischen System entwickelt.

## Status des Staatsoberhauptes
Beim Lesen des Grundgesetzes ist es wichtig zu wissen, dass „der König“ für „die Regierung“ steht, also den symbolischen Status des Monarchen.
Die persönliche Rechtsstellung für Mitglieder des Königshauses wird immer noch vom „Königsgesetz“ geregelt. Das bedeutet, dass Prinzen und Prinzessinnen erst dann von öffentlichen Gerichten angeklagt werden können, wenn der Monarch dies erlaubt hat. Der Monarch kann königliche Sondergerichte einsetzen oder selbst Mitglieder des Königshauses verurteilen. Der Monarch kann ebenfalls königliche „Hausgesetze“ (huslove) erlassen.

## Die Paragraphen
Im Folgenden eine Auswahl der relevantesten und meist diskutierten Paragraphen.

### Paragraph 3
§ 3. Die gesetzgebende Macht liegt gemeinsam beim König und Folketing. Die ausübende Macht liegt beim König. Die rechtsprechende Macht liegt bei den Gerichten.
Dieser Paragraph ist fundamental für den modernen westeuropäischen Staatsrechtsgedanken, wie er das erste Mal vom französischen Philosophen Montesquieu in seiner Lehre über die Gewaltenteilung formuliert wurde, die ihren Ausdruck in seinem großen Werk De l‚‘esprit des lois (Vom Geist der Gesetze) von 1748 fand.
Der § 3 bildet die Grundlage für die Abschnitte über die Exekutive (§§ 12–27), Legislative (§§ 28–58) und Judikative (§§ 59–65).
Es ist bemerkenswert, dass man in Dänemark nicht die gesetzgebende und ausübende Macht scharf getrennt hat. Dennoch ist die gegenseitige Kontrolle immer wieder Gegenstand juristischer und politischer Auseinandersetzungen in zugespitzten Situationen.

### Paragraph 4

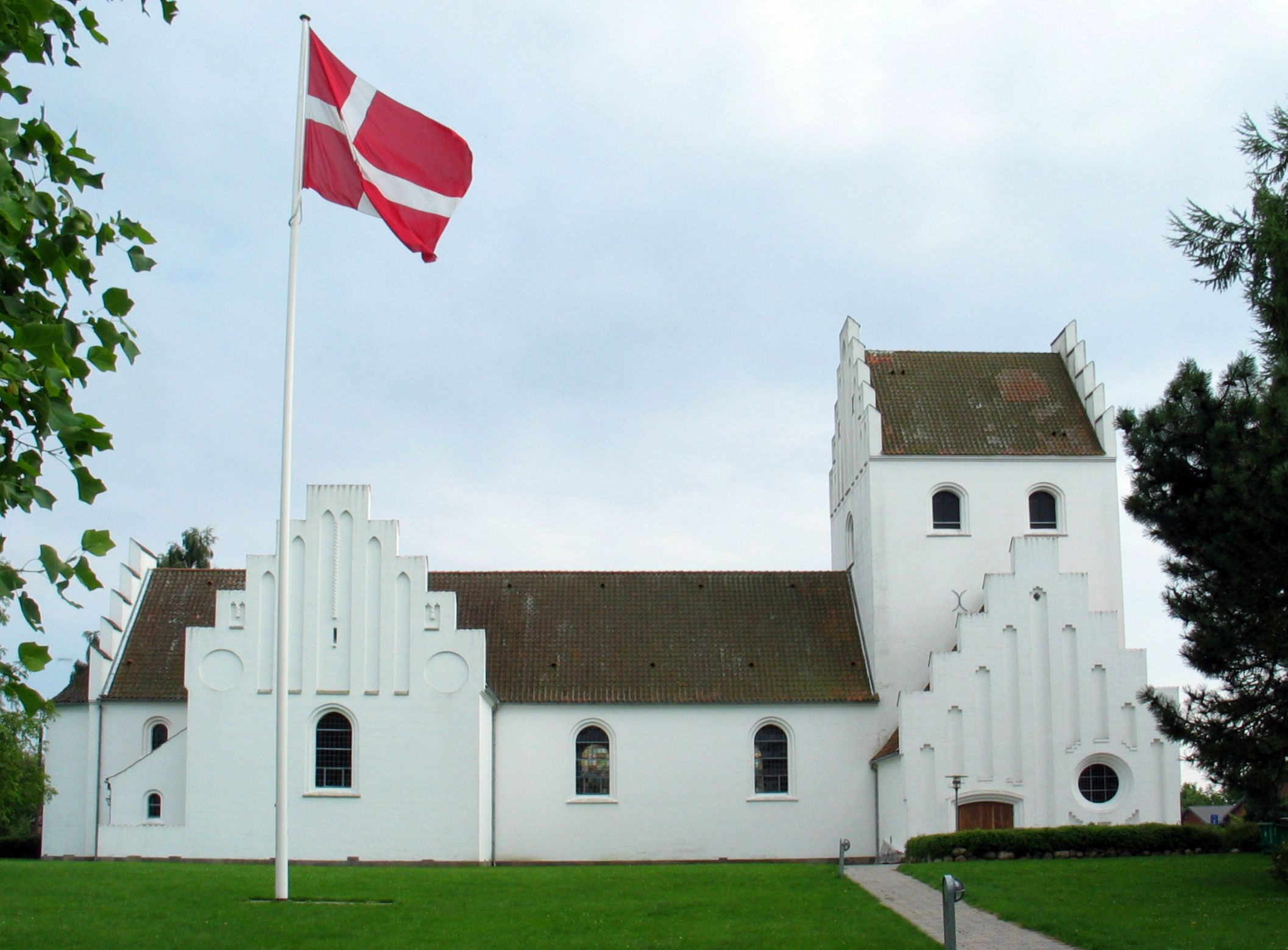
Kirche in Dänemark mit gehisstem Danebrog

§ 4. Die evangelisch-lutherische Kirche ist die dänische Volkskirche und wird als solche vom Staat unterstützt.
Hier wird festgelegt, dass die dänische Volkskirche die offizielle Kirche in Dänemark ist. Vor dem ersten Grundgesetz war die Kirche eine Staatsinstitution (Staatskirche), und die Verfassung von 1849 bewahrt einen Teil des staatlichen Elementes, aber unterstreicht mit dem Begriff „Volkskirche“, dass es Bereiche gibt, die unter die Selbstverwaltung der Kirche fallen. Die enge Bindung der Kirche an den Staat ist Grund dafür, dass die Volkskirche manchmal auch als eine Art Staatskirche angesehen wird.
Kritiker besagen, dass eine moderne Gesellschaft Kirche und Staat vollständig trennen müsse, um wirklichen Säkularismus oder Religionsfreiheit einzuführen. Einige Verteidiger heben hervor, dass es in Dänemark Religionsfreiheit gebe, aber keine Religionsgleichheit. Siehe auch § 68.

### Paragraph 20
§ 20. Abs. 1. Befugnisse, die nach diesem Grundgesetz den Reichsbehörden zustehen, können durch ein Gesetz in näher bestimmtem Umfang zwischenstaatlichen Behörden überlassen werden, die in gegenseitiger Übereinkunft mit anderen Staaten eingerichtet wurden, um die zwischenstaatliche Rechtsordnung und Zusammenarbeit zu fördern.
Dieser Paragraph wurde konzipiert, um den Beitritt zu Gremien wie den Vereinten Nationen und dem Europarat zu ermöglichen, aber er wurde später auch bei Dänemarks EG-Beitritt (1973) verwendet. Der Paragraph sagt, dass die Regierung Souveränität abgeben kann, aber dass klar definiert werden muss, welche Souveränität abgegeben wird. Der Paragraph wurde im Zusammenhang mit späteren EU-Verträgen heftig diskutiert. EU-Kritiker meinen, dass die Regierung das Grundgesetz übertreten habe, indem sie unbeschränkte oder undefinierte Souveränität abgegeben habe. Staatsminister Poul Nyrup Rasmussen wurde 1996 aus diesem Grund von zwölf EU-Kritikern verklagt. Das Höchste Gericht (Højesteret) sprach Rasmussen – und damit auch die Vorgängerregierungen – frei, aber stellte fest, dass es Grenzen für die Abgabe von Souveränität gebe; Dänemarks EU-Mitgliedschaft befinde sich dennoch nicht im Widerspruch zum Grundgesetz.

### Paragraph 68
§ 68. Niemand ist verpflichtet, einen persönlichen Beitrag für irgend eine andere Gottesverehrung zu leisten, als die eigene.
Eine Gruppe Katholiken hatte den dänischen Staat wegen Übertretung dieses Paragraphen verklagt. Sie machten geltend, dass Katholiken, Angehörige anderer Religionsgemeinschaften sowie nichtreligiöse Bürger indirekt die evangelisch-lutherische Kirche finanzierten, da der Staat 40 % der Pastorengehälter trägt. Darüber hinaus bilde der Staat diese Pastoren gratis aus. Die Sache endete 2006 mit einer Niederlage für die Kläger, da das Höchstgericht geltend machte, kein Bürger habe einen persönlichen Anspruch auf eine bestimmte Steuerverteilung.